# Torvizcón
Torvizcón è un comune spagnolo di 872 abitanti situato nella comunità autonoma dell'Andalusia.